# Jaume Pomerol
Jaume Pomerol (Reus, 1684 - segle xviii) va ser un mestre fonedor de campanes català. Va iniciar la nissaga dels Pomerol o Pomarol, de fonedors de campanes que van actuar des de Reus a partir de l'any 1715. Va tenir un taller al carrer de Monterols d'aquella ciutat, encara en actiu el 1915.
Josep Pomerol Figueres (Reus 1781 - 1864) fill de Ramon Pomerol, mestre courer de Vila-seca i fonedor de campanes, i net de Jaume Pomerol, va construir el 1813 una campana per a l'església del Burgar, ara al Museu de Reus, on es conserva també una altra campana feta per ell al mateix any, de l'antic convent de sant Francesc. L'any 1819 va tornar a fondre la campana de sant Bernat, "dels gegants" o "dels quarts", del campanar de Reus, abans situada a Mas Calbó, i que porta una inscripció: "Campana de sant Bernat de Mas Calbó feta en 1739 y renovada per disposició de l'Ajuntament de Reus en lo any 1819. Jhp. Pomarol, campaner de la mateixa vila". Més endavant, ajudat pel seu fill Ramon, va fondre la campana major del temple arxiprestal de Vinaròs, i el 1859 una campana per la Seu de Tarragona. Segons l'historiador reusenc Andreu de Bofarull, aquest Josep Pomerol, quan va morir amb 84 anys el 1864, havia fos 575 campanes majors per a campanars de tot Catalunya, amb gran satisfacció dels que les havien encarregat.
Ramon Pomerol Bofarull, (Reus 1831 - 1898), fill de Josep, va fabricar campanes per les esglésies de L'Argilaga, de Nalec, d'Alforja, de Les Borges del Camp, de Cornudella, pel convent de la Selva del Camp i per l'església de Benicarló. El 1867 va construir tres campanes per la catedral de Tarragona. Va refondre el 1883 la campana "Petra-Clàudia", la més grossa del campanar de Reus, d'uns 1.500 quilos de pes, fabricada el 1573 i trencada en voltar-la amb motiu de la professó de Corpus de 1870. Va fer societat amb el seu fill, Ramon Pomerol e hijo, i actuaren junts des del 1886 al 1892, quan el pare es va retirar. Van fondre, pare i fill, les campanes de les esglésies de Peníscola i de Sant Rafel del Riu, i també les de l'Aleixar, l'Albiol i la Canonja, i van refondre la campana "Miserere" de la catedral de Tarragona.
El fill, Josep Pomerol Aragonès (Reus 1865 - Barcelona 1935), va fer campanes per l'Argilaga (1897), Cornudella (1898), Falset (1900), l'Aleixar (1900) i Riudecanyes (1910). El 1900 també va fer la campana "Sorda" de la catedral de Tarragona. Aquest Josep Pomerol, s'instal·là a Barcelona cap al 1918, on va seguir l'ofici. Segons Josep Olesti, al taller dels Pomerol s'hi devien fondre més de cinc-centes campanes de campanar durant la seva llarga existència.